# Salvador Cabañas
Salvador Cabañas Ortega (Itauguá, Central, 5 de agosto de 1980) es un exfutbolista paraguayo que se desempeñaba como delantero. Jugó y fue figura en varios equipos de Paraguay, Brasil, Chile y México.
Fue internacional con la selección de fútbol de Paraguay desde 2004 hasta 2010, con 44 partidos, marcando 10 goles. Participó de la Copa del Mundo Alemania 2006 y de la Copa América 2007. Cabañas fue el máximo goleador de las Copas Libertadores de los años 2007 y 2008. En 2007 fue elegido Futbolista del año en Sudamérica del año y Futbolista paraguayo del año en los años 2007, 2008 y en 2009.
Cabañas llegó a ser el máximo goleador paraguayo en las Eliminatorias del Mundial Sudáfrica 2010 con seis tantos y capitán de su selección, aunque trágicamente no pudo jugar aquella Copa del Mundo, debido a que el 25 de enero de 2010, meses antes de comenzar la Copa Mundial de Sudáfrica, fue víctima de un intento de asesinato, siendo herido gravemente de un balazo en la cabeza en un atentado contra él en un bar de México por un peligroso narcotraficante. 
Actualmente, Cabañas se encuentra fuera de peligro, pero con evidente daño permanente, debido a que la bala nunca fue extraída de su cabeza (por el riesgo que conlleva); además de que luego del atentado, ya no pudo recuperar su vida de futbolista como antes. Cabañas aseguró que tenía un precontrato con el Manchester United poco antes de su atentado, en 2010.

## Trayectoria

### Inicios, Audax y paso a la gloria
Cabañas comenzó su carrera en el 12 de Octubre de Paraguay, donde marcó 4 goles desde su debut en 1998 hasta 1999. Luego fue transferido a Guaraní, donde estuvo por poco tiempo, ya que volvió al 12 de Octubre en donde jugó la temporada 2000 (marcando 8 goles), antes de su traspase al Audax Italiano de Chile en 2001. En el Torneo Apertura 2003 de la Primera División Chilena, Cabañas convirtió 18 goles, resultando máximo goleador de ese torneo.

### Jaguares de Chiapas
En el Apertura 2003, llega al Fútbol Mexicano, consigue solo cinco anotaciones, para el siguiente torneo el Clausura 2004, con la sorprendente campaña de Jaguares y con la llegada de «Didí» Pereira, adquiere un ritmo impresionante para meterse totalmente en la pelea por el campeonato de goleo, llegando a 15 goles, a uno de Bruno Marioni y Andrés Silvera que compartieron el título. Sin duda es uno de los jugadores extranjeros más rentables del fútbol mexicano en los últimos años, no solo por su capacidad goleadora, si no por lo bien que juega fuera del área, la constancia, la regularidad y el liderazgo que logró en los Jaguares. Para el Clausura 2006, con 11 goles, logra al fin un título de goleo compartido con Sebastián Abreu. En este mismo torneo, anotó otros 3 goles más. Finalmente se convirtió en el máximo goleador de la historia del Jaguares de Chiapas con más de 50 goles.

### Club América
Llega al Club América para el Apertura 2006, adaptándose de manera lenta. Alternó con Cuauhtémoc Blanco, Nelson Cuevas, Claudio Javier López y Matías Vuoso, integrando una delantera que no consiguió ningún título. Ante la salida de Cuauhtémoc Blanco se convirtió en el máximo referente del club, al lado del guardameta Guillermo Ochoa. Fue dos veces consecutivas goleador de la Copa Libertadores de América, en las ediciones de 2007 y 2008. 
El 18 de enero de 2009 marcó su gol número 100 en el fútbol mexicano gracias a los dos que anotó para su equipo el Club América en el encuentro disputado ante el Club Santos Laguna durante la jornada inaugural del Torneo Clausura 2009.
El 25 de enero de 2010, sufrió un atentado que puso en peligro su vida y su carrera.

### Trayectoria Post-Atentado
El 3 de febrero de 2011, Salvador Cabañas formó parte de un entrenamiento en un equipo de fútbol profesional por primera vez desde el atentado sufrido un año atrás. Ocurrió en la sede del Club Libertad situada en la capital paraguaya.
El 14 de abril de 2012, dos años después de haber sobrevivido a un grave intento de asesinato en México que le obligó a dejar el fútbol, volvió a tomar parte de un encuentro oficial durante el llevado a cabo entre su equipo 12 de Octubre y el Martín Ledesma, por la jornada inaugural del torneo de la Tercera categoría del fútbol paraguayo. Fue parte del equipo del 12 de Octubre que se coronó campeón de la Tercera División 2012 y consiguió el ascenso.
Luego tuvo un breve paso por el General Caballero, otro equipo de Segunda División.
En abril de 2014, Cabañas fichó para el equipo brasileño Tanabi Esporte Clube (estado de São Paulo), perteneciente a la Cuarta División.

### Anuncio de retiro y último contrato
El 29 de mayo de 2014, Cabañas anunció su retiro, dado que ya le costaba jugar al parejo de sus compañeros del Tanabi, debido al intenso esfuerzo a cuatro años después de la recuperación de un impacto de bala en la cabeza, pero la sorpresa fue que después de haber participado en una actividad (fútbol solidario), en Pedro Juan Caballero, directivos del Club Independiente de la L.D.A (Liga Deportiva del Amambay) llegaron a un acuerdo con el jugador, para que juegue los octavos de final del campeonato de dicho Torneo.
Pablo Winkler, presidente de la institución, aclaró que el contrato con Salvador sería por cuatro partidos y que ingresaría por lo menos 20 minutos, para atraer más gente a los partidos de la liga.

## Distinciones más importantes
En diciembre de 2007 fue elegido Futbolista del año en Sudamérica por medio de la encuesta que organiza anualmente el diario El País de Uruguay, de la que participaron periodistas de veinte países del continente. De esta manera, se convirtió en el quinto futbolista paraguayo en recibir dicho galardón.
También en 2007, fue elegido Futbolista paraguayo del año en votación cerrada de periodistas del diario paraguayo ABC Color. El mismo medio, pero a través de su edición digital, le otorgó idéntica distinción en 2008 y en 2009, según la votación de los lectores del sitio web.
Asimismo, en 2009, Cabañas fue de nuevo reconocido a través del sondeo realizado por El País al integrar el once ideal de América.

## Selección nacional
Fue internacional con la selección de fútbol de Paraguay desde 2003 hasta 2010, con 44 partidos, marcando 10 goles. Su carrera al principio en la selección fue opacada por varios delanteros de la talla de José Saturnino Cardozo y Roque Santa Cruz el máximo goleador histórico de la selección paraguaya.
Pero al llegar al Club América de México las cosas cambiaron debido a que sus actuaciones fueron más reconocidas. Además Cardozo se había retirado de la selección paraguaya en 2006 y con esto las posibilidades de Cabañas se volvieron cada vez más elevadas hasta el punto de llegar a convertirse en titular indiscutible en su selección.
El «Tata» Martino, quien en ese entonces era el seleccionador de Paraguay, confió ciegamente en Cabañas y lo convocó para encarar las eliminatorias al Mundial de Sudáfrica 2010 donde convirtió 6 goles, el más importante contra Colombia en Bogotá desde afuera del área.
En enero de 2010, antes de comenzar la Copa Mundial de Sudáfrica, fue herido gravemente en la cabeza en un atentado contra él y su esposa en un bar de México por un muy peligroso narcotraficante. 

### Goles en la selección
| Goles con la Selección de Paraguay | Goles con la Selección de Paraguay | Goles con la Selección de Paraguay | Goles con la Selección de Paraguay | Goles con la Selección de Paraguay | Goles con la Selección de Paraguay | Goles con la Selección de Paraguay | Goles con la Selección de Paraguay | Goles con la Selección de Paraguay |
| Resultados                         | Resultados                         | Resultados                         | Resultados                         | Lugar                              | Estadio                            | Fecha                              | Tipo                               | Goles                              |
| ---------------------------------- | ---------------------------------- | ---------------------------------- | ---------------------------------- | ---------------------------------- | ---------------------------------- | ---------------------------------- | ---------------------------------- | ---------------------------------- |
| Paraguay                           | 2                                  | 5                                  | Ecuador                            | Quito                              | Estadio Olímpico Atahualpa         | 27 de marzo de 2005                | Eliminatorias Sudamericanas 2006   | 1 gol                              |
| Paraguay                           | 5                                  | 0                                  | Colombia                           | Maracaibo                          | Estadio José Encarnación Romero    | 28 de junio de 2007                | Copa América 2007                  | 2 goles                            |
| Paraguay                           | 3                                  | 1                                  | Estados Unidos                     | Barinas                            | Estadio La Carolina                | 2 de julio de 2007                 | Copa América 2007                  | 1 gol                              |
| Paraguay                           | 3                                  | 0                                  | Chile                              | Santiago de Chile                  | Estadio Nacional de Santiago       | 21 de noviembre de 2007            | Eliminatorias Sudamericanas 2010   | 1 gol                              |
| Paraguay                           | 2                                  | 0                                  | Brasil                             | Asunción                           | Estadio Defensores del Chaco       | 15 de junio de 2008                | Eliminatorias Sudamericanas 2010   | 1 gol                              |
| Paraguay                           | 1                                  | 0                                  | Colombia                           | Bogotá                             | Estadio El Campín                  | 11 de octubre de 2008              | Eliminatorias Sudamericanas 2010   | 1 gol                              |
| Paraguay                           | 1                                  | 2                                  | Brasil                             | Recife                             | Estadio de Arruda                  | 10 de junio de 2009                | Eliminatorias Sudamericanas 2010   | 1 gol                              |
| Paraguay                           | 1                                  | 0                                  | Bolivia                            | Asunción                           | Estadio Defensores del Chaco       | 5 de septiembre de 2009            | Eliminatorias Sudamericanas 2010   | 1 gol                              |
| Paraguay                           | 2                                  | 1                                  | Venezuela                          | Puerto Ordaz                       | Estadio Cachamay                   | 10 de octubre de 2009              | Eliminatorias Sudamericanas 2010   | 1 gol                              |

### Participaciones en Copas del Mundo
| Mundial                        | Sede     | Resultado    |
| ------------------------------ | -------- | ------------ |
| Copa Mundial de Fútbol de 2006 | Alemania | Primera fase |

### Participaciones en Copa América
| Copa América      | Sede      | Resultado        |
| ----------------- | --------- | ---------------- |
| Copa América 2007 | Venezuela | Cuartos de final |

## Estadísticas

### Clubes
| 12 de Octubre Paraguay |               |               |     |     |    |    |    |    |    |    |     |     |     |      |      |
| 1.ª | 1998          | 11            | 4   | 3   | —  | —  | —  | —  | —  | —  | 11  | 4   | 3   | 0,36 |      |
| 1.ª | 2000          | 17            | 8   | 5   | —  | —  | —  | —  | —  | —  | 17  | 8   | 5   | 0,47 |      |
| 3.ª | 2012          | 14            | 0   | 2   | —  | —  | —  | —  | —  | —  | 14  | 0   | 2   | 0,00 |      |
| Total club | Total club    | 42            | 12  | 10  | 0  | 0  | 0  | 0  | 0  | 0  | 42  | 12  | 10  | 0,29 |      |
| Guaraní Paraguay |               |               |     |     |    |    |    |    |    |    |     |     |     |      |      |
| 1.ª | 1999          | 20            | 6   | 4   | —  | —  | —  | —  | —  | —  | 20  | 6   | 4   | 0,30 |      |
| Total club | Total club    | 20            | 6   | 4   | 0  | 0  | 0  | 0  | 0  | 0  | 20  | 6   | 4   | 0,30 |      |
| Audax Italiano · Chile |               |               |     |     |    |    |    |    |    |    |     |     |     |      |      |
| 1.ª | 2001          | 7             | 0   | 0   | —  | —  | —  | —  | —  | —  | 7   | 0   | 0   | 0,00 |      |
| 1.ª | 2002          | 29            | 11  | 6   | —  | —  | —  | —  | —  | —  | 29  | 11  | 6   | 0,38 |      |
| 1.ª | 2003          | 17            | 18  | 4   | —  | —  | —  | —  | —  | —  | 17  | 18  | 4   | 1,06 |      |
| Total club | Total club    | 53            | 29  | 10  | 0  | 0  | 0  | 0  | 0  | 0  | 53  | 29  | 10  | 0,55 |      |
| Jaguares de Chiapas · México |               |               |     |     |    |    |    |    |    |    |     |     |     |      |      |
| 1.ª | 2003-04       | 38            | 20  | 3   | —  | —  | —  | —  | —  | —  | 38  | 20  | 3   | 0,53 |      |
| 1.ª | 2004-05       | 31            | 16  | 3   | 3  | 2  | 1  | —  | —  | —  | 34  | 18  | 4   | 0,53 |      |
| 1.ª | 2005-06       | 34            | 23  | 10  | —  | —  | —  | —  | —  | —  | 34  | 23  | 10  | 0,68 |      |
| Total club | Total club    | 103           | 59  | 16  | 3  | 2  | 1  | 0  | 0  | 0  | 106 | 61  | 17  | 0,58 |      |
| Tigres UANL · México |               |               |     |     |    |    |    |    |    |    |     |     |     |      |      |
| 1.ª | 2005          | —             | —   | —   | —  | —  | —  | 3  | 0  | 0  | 3   | 0   | 0   | 0,00 |      |
| Total club | Total club    | 0             | 0   | 0   | 0  | 0  | 0  | 3  | 0  | 0  | 3   | 0   | 0   | 0,00 |      |
| América · México |               |               |     |     |    |    |    |    |    |    |     |     |     |      |      |
| 1.ª | 2006-07       | 40            | 18  | 1   | —  | —  | —  | 13 | 11 | 3  | 53  | 29  | 4   | 0,55 |      |
| 1.ª | 2007-08       | 28            | 15  | 4   | 4  | 3  | 0  | 21 | 13 | 4  | 53  | 31  | 8   | 0,59 |      |
| 1.ª | 2008-09       | 27            | 19  | 2   | 3  | 1  | 0  | —  | —  | —  | 30  | 20  | 2   | 0,67 |      |
| 1.ª | 2009-10       | 20            | 14  | 1   | 4  | 4  | 1  | —  | —  | —  | 24  | 18  | 2   | 0,75 |      |
| Total club | Total club    | 115           | 66  | 8   | 11 | 8  | 1  | 34 | 24 | 7  | 160 | 98  | 16  | 0,61 |      |
| Total carrera | Total carrera | Total carrera | 333 | 172 | 48 | 14 | 10 | 2  | 37 | 24 | 7   | 384 | 206 | 57   | 0,54 |
| (1) Incluye datos de la InterLiga (2005-10). (2) Incluye datos de la Copa Mundial de Clubes de la FIFA / SuperLiga Norteamericana / Copa Sudamericana (2006-07); Copa Libertadores (2005-08). (3) No incluye goles en partidos amistosos. |               |               |     |     |    |    |    |    |    |    |     |     |     |      |      |

### Goles en la Copa Libertadores
| Resultados | Resultados | Resultados | Resultados                | Lugar          | Estadio                          | Fecha                 | Temporada | Gol(es) |
| ---------- | ---------- | ---------- | ------------------------- | -------------- | -------------------------------- | --------------------- | --------- | ------- |
| América    | 5          | 0          | Sporting Cristal          | Toluca         | Estadio Nemesio Díez             | 24 de enero de 2007   | 2007      | 3 goles |
| América    | 4          | 0          | Banfield                  | México, D. F.  | Estadio Azteca                   | 7 de marzo de 2007    | 2007      | 2 goles |
| América    | 1          | 3          | Banfield                  | Banfield       | Estadio Florencio Sola           | 21 de marzo de 2007   | 2007      | 1 gol   |
| América    | 2          | 1          | Libertad                  | Asunción       | Estadio Defensores del Chaco     | 11 de abril de 2007   | 2007      | 2 goles |
| América    | 2          | 1          | El Nacional               | México, D. F.  | Estadio Azteca                   | 7 de marzo de 2007    | 2007      | 1 gol   |
| América    | 3          | 0          | Colo Colo                 | México, D. F.  | Estadio Azteca                   | 2 de mayo de 2007     | 2007      | 1 gol   |
| América    | 2          | 1          | Universidad Católica      | México, D. F.  | Estadio Azteca                   | 20 de febrero de 2008 | 2008      | 1 gol   |
| América    | 1          | 2          | River Plate               | Buenos Aires   | Estadio Antonio Vespucio Liberti | 27 de febrero de 2008 | 2008      | 1 gol   |
| América    | 3          | 1          | Universidad de San Martín | México, D. F.  | Estadio Azteca                   | 13 de marzo de 2008   | 2008      | 1 gol   |
| América    | 4          | 3          | River Plate               | México, D. F.  | Estadio Azteca                   | 2 de abril de 2008    | 2008      | 1 gol   |
| América    | 3          | 0          | Flamengo                  | Río de Janeiro | Estadio Maracaná                 | 7 de mayo de 2008     | 2008      | 2 goles |
| América    | 2          | 0          | Santos                    | México, D. F.  | Estadio Azteca                   | 15 de mayo de 2008    | 2008      | 2 goles |

### Goles en la Copa Sudamericana
| Resultados | Resultados | Resultados | Resultados  | Lugar         | Estadio                           | Fecha                    | Temporada | Goles   |
| ---------- | ---------- | ---------- | ----------- | ------------- | --------------------------------- | ------------------------ | --------- | ------- |
| América    | 4          | 1          | Pachuca     | Pachuca       | Estadio Hidalgo                   | 25 de septiembre de 2007 | 2007      | 1 gol   |
| América    | 3          | 2          | Millonarios | Bogotá        | Estadio Nemesio Camacho El Campín | 7 de noviembre de 2007   | 2007      | 2 goles |
| América    | 2          | 3          | Arsenal     | México, D. F. | Estadio Azteca                    | 30 de noviembre de 2007  | 2007      | 1 gol   |

### Selecciones
| Selección | Temporada     | Amistosos | Amistosos | Amistosos | Sudamérica(1) | Sudamérica(1) | Sudamérica(1) | Mundial | Mundial | Mundial | Total | Total | Total  | Media goleadora |
| Selección | Temporada     | Part.     | Goles     | Asist.    | Part.         | Goles         | Asist.        | Part.   | Goles   | Asist.  | Part. | Goles | Asist. | Media goleadora |
| --- | ------------- | --------- | --------- | --------- | ------------- | ------------- | ------------- | ------- | ------- | ------- | ----- | ----- | ------ | --------------- |
| Sub-17 Paraguay | 1997          | —         | —         | —         | 7             | 3             | 2             | —       | —       | —       | 7     | 3     | 2      | 0,43            |
| Sub-17 Paraguay | Total         | 0         | 0         | 0         | 7             | 3             | 2             | 0       | 0       | 0       | 7     | 3     | 2      | 0,43            |
| Sub-20 Paraguay | 1999          | —         | —         | —         | 9             | 2             | 4             | 3       | 0       | 1       | 12    | 2     | 5      | 0,17            |
| Sub-20 Paraguay | Total         | 0         | 0         | 0         | 9             | 2             | 4             | 3       | 0       | 1       | 12    | 2     | 5      | 0,17            |
| Adulta Paraguay | 2003          | 3         | 0         | 1         | —             | —             | —             | —       | —       | —       | 3     | 0     | 1      | 0,00            |
| Adulta Paraguay | 2004          | 1         | 0         | 0         | 1             | 0             | 0             | —       | —       | —       | 2     | 0     | 0      | 0,00            |
| Adulta Paraguay | 2005          | 1         | 0         | 1         | 6             | 1             | 1             | —       | —       | —       | 7     | 1     | 2      | 0,14            |
| Adulta Paraguay | 2006          | 6         | 0         | 2         | —             | —             | —             | —       | —       | —       | 6     | 0     | 2      | 0,00            |
| Adulta Paraguay | 2007          | 4         | 0         | 1         | 8             | 4             | 3             | —       | —       | —       | 12    | 4     | 4      | 0,33            |
| Adulta Paraguay | 2008          | 1         | 0         | 0         | 4             | 2             | 1             | —       | —       | —       | 5     | 2     | 1      | 0,40            |
| Adulta Paraguay | 2009          | 2         | 0         | 0         | 7             | 3             | 1             | —       | —       | —       | 9     | 3     | 1      | 0,33            |
| Adulta Paraguay | Total         | 18        | 0         | 5         | 26            | 10            | 6             | 0       | 0       | 0       | 44    | 10    | 11     | 0,23            |
| Total carrera | Total carrera | 18        | 0         | 5         | 42            | 15            | 12            | 3       | 0       | 1       | 63    | 15    | 18     | 0,24            |
| (1) Incluye los partidos del Sudamericano Sub-17 (1997); Sudamericano Sub-20 (1999); Clasificatorias Sudamericanas / Copa América (2004-09). |               |           |           |           |               |               |               |         |         |         |       |       |        |                 |

### Resumen estadístico
| Competición           | Partidos | Goles | Promedio | Asistencias | Promedio | Goles y asistencias | Promedio |
| --------------------- | -------- | ----- | -------- | ----------- | -------- | ------------------- | -------- |
| Primera División      | 319      | 172   | 0,54     | 46          | 0,14     | 218                 | 0,68     |
| Tercera División      | 14       | 0     | 0,00     | 2           | 0,14     | 2                   | 0,14     |
| Copas nacionales      | 14       | 10    | 0,71     | 2           | 0,14     | 12                  | 0,86     |
| Copas internacionales | 37       | 24    | 0,65     | 7           | 0,19     | 31                  | 0,84     |
| Selección adulta      | 44       | 10    | 0,23     | 11          | 0,25     | 21                  | 0,48     |
| Selección sub-20      | 12       | 2     | 0,17     | 5           | 0,42     | 7                   | 0,58     |
| Selección sub-17      | 7        | 3     | 0,43     | 2           | 0,29     | 5                   | 0,71     |
| Total                 | 447      | 221   | 0,49     | 75          | 0,17     | 296                 | 0,66     |

### Hat-tricks
| 1 | 9 de febrero de 2003  | Monumental, Macul                     | Colo-Colo - Audax Italiano       |  | 6 - 4 | Apertura 2003          |
| 2 | 15 de marzo de 2003   | Municipal de La Cisterna, La Cisterna | Palestino - Audax Italiano       |  | 1 - 5 | Apertura 2003          |
| 3 | 6 de marzo de 2004    | Víctor Manuel Reyna, Tuxtla Gutiérrez | Jaguares de Chiapas - Tecos      |  | 3 - 3 | Clausura 2004          |
| 4 | 4 de abril de 2004    | Víctor Manuel Reyna, Tuxtla Gutiérrez | Jaguares de Chiapas - San Luis   |  | 4 - 2 | Clausura 2004          |
| 5 | 22 de octubre de 2005 | Víctor Manuel Reyna, Tuxtla Gutiérrez | Jaguares de Chiapas - Pumas UNAM |  | 5 - 1 | Apertura 2005          |
| 6 | 27 de agosto de 2006  | Azteca, Ciudad de México              | América - Veracruz               |  | 5 - 1 | Apertura 2006          |
| 7 | 24 de enero de 2007   | Nemesio Díez, Toluca de Lerdo         | América - Sporting Cristal       |  | 5 - 0 | Copa Libertadores 2007 |
| 8 | 12 de abril de 2009   | Azteca, Ciudad de México              | América - Indios                 |  | 3 - 3 | Clausura 2009          |

## Palmarés

### Campeonatos nacionales
| Título           | Club          | País     | Año  |
| ---------------- | ------------- | -------- | ---- |
| InterLiga        | América       | México   | 2008 |
| Tercera División | 12 de Octubre | Paraguay | 2012 |

### Distinciones individuales
| Distinción                                                               | Año  |
| ------------------------------------------------------------------------ | ---- |
| Máximo goleador del Torneo Apertura 2003 (18 goles)                      | 2003 |
| Máximo goleador del Torneo Clausura 2006 (11 goles)                      | 2006 |
| Máximo goleador de la Copa Libertadores (10 goles)                       | 2007 |
| Futbolista paraguayo del año otorgado por Diario ABC Color               | 2007 |
| Futbolista del año en Sudamérica otorgado por Diario El País             | 2007 |
| Parte del Equipo Ideal de América otorgado por Diario El País            | 2007 |
| Máximo goleador de la Copa Libertadores (8 goles)                        | 2008 |
| Parte del Equipo Ideal de América otorgado por Diario El País            | 2008 |
| Parte del Equipo Ideal de América otorgado por Diario El País            | 2009 |
| Condecoración Especial Presidencia de la República del Paraguay          | 2010 |
| Medalla Domingo Martínez de Irala otorgado por Municipalidad de Asunción | 2010 |

## Vida privada
Cabañas actuó en un anuncio publicitario hecho en agosto de 2009 en Paraguay para una compañía de telefonía móvil. En el anuncio hace el papel de un líder militar del siglo XIX que dirige a los soldados para ir por más victorias, haciendo alusión a las que intentaría lograr con la selección de Paraguay durante la Copa Mundial de Fútbol de 2010.
El personaje que interpreta montado en un caballo blanco y con vestimenta de la época en un escenario de batalla, figura al mariscal Francisco Solano López, un comandante del ejército paraguayo que combatió en la guerra de la Triple Alianza, entre 1865 y 1870, ganándose de esa forma el apodo de Mariscal Cabañas.

## Intento de asesinato
La madrugada del 25 de enero de 2010, Cabañas recibió un disparo en la cabeza al entrar a los baños del recinto «Bar bar» de la Ciudad de México. Fue baleado por un narcotraficante, en una situación que nunca se llegó a esclarecer debido al daño a la memoria por el disparo en el cerebro a Salvador Cabañas. Esa misma mañana fue intervenido quirúrgicamente, informándose que su estado de salud era grave pero estable. En tanto, la Procuraduría de Justicia del D.F., por medio de la grabación de las cámaras de vigilancia, identificó al responsable, el narcotraficante José Jorge Balderas Garza, alias «Jesús el JJ» o «El Modelo». Asimismo, se detuvo a tres personas por resistencia de particulares.
Al día siguiente, se anunció la decisión de no extraerle el proyectil, debido a que implicaría otra cirugía que sería un riesgo para su vida y que su situación clínica se mantenía estable llegando a mostrar cambios favorables en su salud, aunque todavía sin salir del estado crítico causado principalmente por un edema cerebral.
El 30 de enero, día en el que estaba previsto reducirle la sedación para revisar su respuesta vital, el presidente de la Asociación Paraguaya de Fútbol (APF), Juan Ángel Napout, anunció que Cabañas despertó e incluso conversó con su esposa. Poco después, la noticia fue confirmada por el jefe del equipo médico, el neurocirujano Ernesto Martínez Duhart.
Entretanto, Salvador fue objeto de numerosas muestras de apoyo multitudinario, especialmente en México y en su país natal. Varias de ellas se llevaron a cabo en diversos lugares, como estadios e iglesias. Asimismo, durante los partidos de las ligas locales de fútbol profesional de ambos países, los equipos salieron al campo munidos en pancartas y camisetas que llevaban impresos mensajes de solidaridad para su compañero de profesión.
El equipo en el cual militaba al momento del asalto, el América, le rindió uno de los mencionados homenajes. El partido que disputó ante Indios de Ciudad Juárez en el Estadio Azteca lo inició con un jugador menos sobre el terreno de juego haciendo alusión a su ausente delantero. Otros tributos realizados fueron el espacio reservado en el banco de suplentes poniendo su camiseta en uno de los asientos.
El 17 de febrero, a 23 días de su ingreso al hospital, Salvador Cabañas abandonó la sala de terapia intensiva producto de su notable mejoría para ser trasladado a una habitación normal del mismo nosocomio. En ella, el 21 de febrero recibió la visita del presidente de Paraguay, Fernando Lugo. El 2 de marzo, 36 días después del ataque que puso en riesgo su vida, Cabañas fue dado de alta hospitalaria para continuar con su rehabilitación en otro centro asistencial de la ciudad.
Se dio a conocer que en el aspecto físico ya se encontraba bien, aunque en el cognitivo aún presentaba cierto déficit, lo cual podría requerir un tratamiento específico de larga duración. Tras una breve aparición pública del futbolista a través de una entrevista difundida el 12 de marzo por la televisora mexicana Televisa, el siguiente paso en el proceso de recuperación fue su viaje a una clínica ubicada en Buenos Aires, Argentina.
Tras permanecer internado por casi dos meses (cuatro, sumando la hospitalización inicial en México), Cabañas fue dado de alta el 21 de mayo, y de inmediato regresó al Paraguay para pasar unos días junto a su familia. Posteriormente, el paraguayo continuó asistiendo al mismo centro de rehabilitación en calidad de paciente ambulatorio hasta que cuatro meses después recibió el alta médica definitiva.
Actualmente, Cabañas se encuentra fuera de peligro, pero con evidente daño permanente.